# Laurent Cohen-Tanugi
Laurent Cohen-Tanugi, né le 8 février 1957 à Tunis, est un avocat et essayiste français.

## Formation
Laurent Cohen-Tanugi est normalien (1976-1981), agrégé de lettres modernes (1979), diplômé de l'Institut d'études politiques de Paris (1980), titulaire d'une maîtrise en droit des affaires internationales, d'un DEA en droit anglo-américain des affaires de l'université Paris I Panthéon-Sorbonne (1981) et d'un Master of Laws de la Harvard Law School (1982).
Laurent Cohen-Tanugi est chevalier de la Légion d'honneur (JO du 1er janvier 2009) et membre fondateur de l'Académie des technologies.

## Carrière professionnelle
Praticien de la vie économique internationale, mais aussi analyste des institutions françaises et américaines, Laurent Cohen-Tanugi, avocat, membre des barreaux de Paris et de New York, a rejoint en 2005 les bureaux parisiens du cabinet Skadden, Arps, après avoir été Senior Vice-Président et membre du comité exécutif de Sanofi-Synthélabo. Fréquemment consultant du gouvernement français, il a fait partie de la commission pour la réforme judiciaire, mise en place en 1997 par le président de la République, et est actuellement membre de la commission pour l’économie informelle. 
Sa réflexion s'est tournée vers l'analyse des relations internationales. Il défend à ce titre des thèses plutôt atlantistes et prône une ré-orientation de la diplomatie française qui sorte de « l'opposition stérile entre ambition européenne et solidarité atlantique ».
Il a publié plusieurs ouvrages. Il est également chroniqueur régulier pour le quotidien d'information économique Les Echos.
Il est membre depuis juillet 2006 du conseil d'administration du think tank Notre Europe.

## Décoration
- Chevalier de la Légion d'honneur (2009)

## Ouvrages
- Le droit sans l'État : sur la démocratie en France et en Amérique, PUF, 1985 ; réed. Quadrige, 2007, préface de Stanley Hoffmann
- La métamorphose de la démocratie, Odile Jacob, 1989
- L’Europe en danger, Fayard, 1992
- Le choix de l'Europe, Fayard, 1995
- Le Nouvel ordre numérique, Odile Jacob, 1999
- Le dictionnaire du Web (en collaboration avec Francis Balle), Dalloz, 2001
- Les sentinelles de la liberté : l'Europe et l'Amérique au seuil du XXIe siècle, Odile Jacob, 2003
- Le choc en retour : l'Occident dans l'après-guerre froide, Odile Jacob, 2005
- Guerre ou paix : essai sur le monde de demain, Grasset, 2007
- Euromonde 2015 : une stratégie européenne pour la mondialisation, Odile Jacob / La Documentation Française, 2008
- Quand l’Europe s’éveillera, Grasset, 2011
- « What’s wrong with France? », Grasset, 2015
- Résistance : la démocratie à l'épreuve, Éditions de L'Observatoire, 2018